# Ground zero

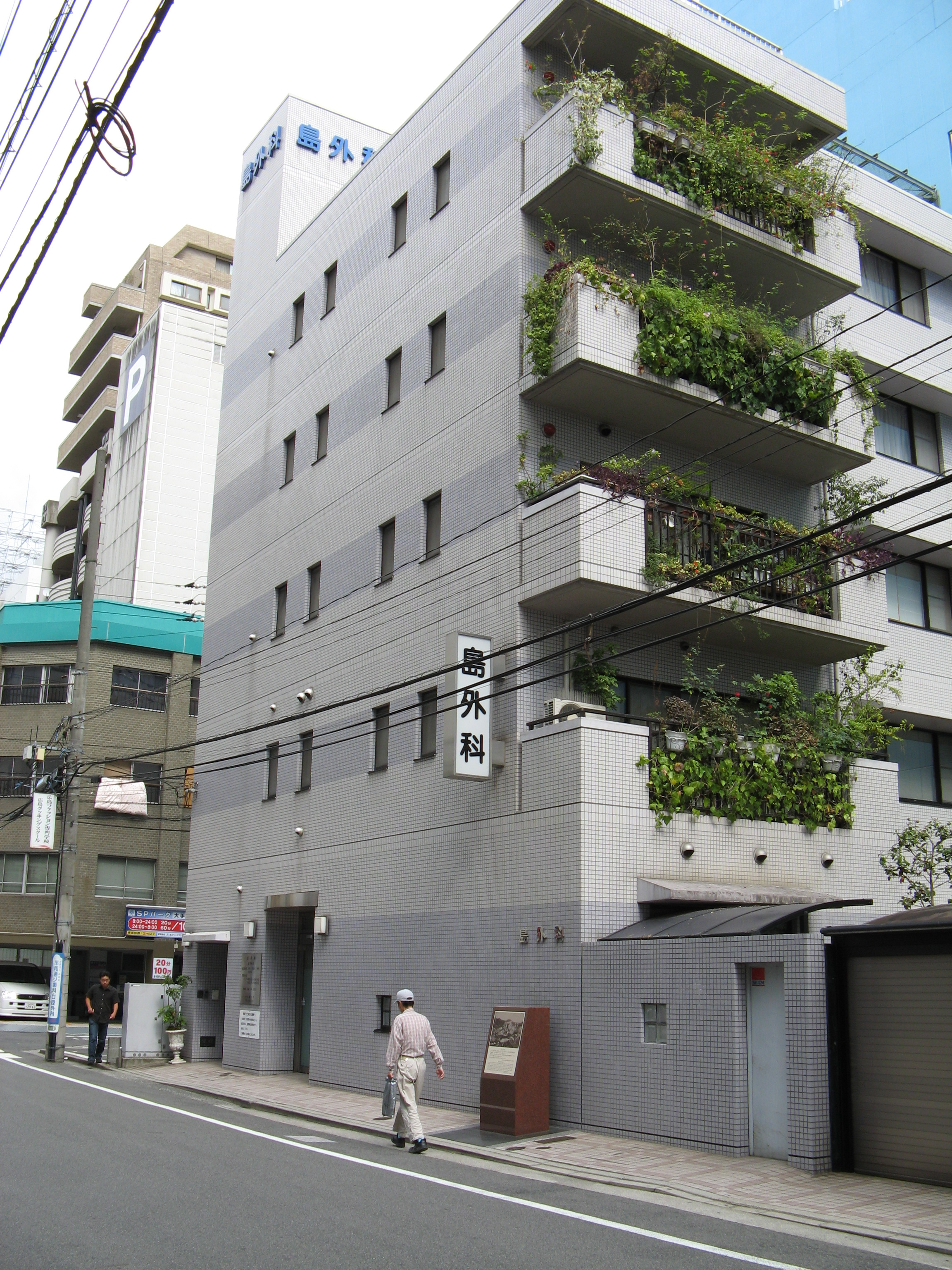
Pomník v místě epicentra výbuchu jaderné bomby v japonském městě Hirošima.

Termínem ground zero se v angličtině primárně označuje místo na zemi, nad nímž došlo k výbuchu atomové bomby. Po teroristických útocích z 11. září 2001 se termín začal používat také pro oblast Dolního Manhattanu zasaženou zhroucením budov Světového obchodního centra.
Obecně se pojem "ground zero" používá v souvislosti se zemětřesením, epidemií, a dalšími pohromami, pro označení nejvíce zasaženého a nejvíce postiženého místa.

## Světové obchodní centrum
Výraz Ground zero se v současnosti nejvíce používá pro označení místa v Manhattanu (New York, USA), kde před útoky 11. září 2001 stál komplex Světového obchodního centra. Místo má rozlohu 65 000 m². Na tomto místě byla v roce 2014 již dokončena stavba nového mrakodrapu One World Trade Center, dříve označovaného jako Freedom Tower (Věž svobody).